# Altschneider
Als Altschneider oder auch Spätschneider bezeichnet man Eber, die anlässlich ihrer anstehenden Schlachtung kastriert wurden.
Nicht kastrierte Eber haben bedingt durch Androstenon einen starken Geschlechtsgeruch, der einen als stark negativ empfundenen Geschmack des Fleisches bewirkt. Um diesen zu vermeiden, muss die Kastration mindestens acht Wochen vor der Schlachtung erfolgen.
Im Unterschied dazu bezeichnet Borg oder Barg einen bereits im Alter von wenigen Wochen oder früher kastrierten Eber.